# 로조보시

로조보 시의 위치

로조보시(마케도니아어: Општина Лозово)는 마케도니아 공화국 동부에 위치한 지방 자치체로 행정 중심지는 로조보이며 면적은 166.32km2, 인구는 2,858명(2002년 기준)이다. 북쪽으로는 스베티니콜레 시, 동쪽으로는 슈티프 시, 서쪽으로는 벨레스 시, 남쪽으로는 그라드스코 시와 접한다.